# Naturvårdsområde
Ett naturvårdsområde i Sverige var en skyddsform för natur mellan 1974 och 1999. Det regleras i miljöbalken (SFS 1998:808) och är tämligen liktydigt med ett naturreservat. Enligt lag om införande av miljöbalken (1998:811) 9 § skall naturvårdsområden beslutade enligt naturvårdslagen numera anses som naturreservat enligt miljöbalken. Bestämmelserna för naturvårdsområden skiljer sig dock till exempel i avseendet att pågående markanvändning inte avsevärt skall försvåras när ett område klassats som naturvårdsområde.
Ett naturreservat eller naturvårdsområde är ett värdefullt mark- eller vattenområde som skyddas med stöd av miljöbalken. Vem som helst kan äga ett naturvårdsområde, till exempel privatpersoner, företag, staten, kommuner, stiftelser eller allmänningar.